# مارتین فان دن بوسخه
مارتین فان دن بوسخه (انگلیسی: Martin Van Den Bossche؛ زادهٔ ۱۰ مارس ۱۹۴۱) دوچرخه‌سوار اهل بلژیک است.